# Ciència de la creació
La ciència de la creació o el creacionisme científic és una branca del creacionisme que tracta de proporcionar suport científic a la narració de la creació en el llibre del Gènesi i refutar amb arguments no bíblics fets científics generalment acceptats, i les teories i paradigmes científics sobre la història de la Terra, la cosmologia i l'evolució biològica.
Es va iniciar en la dècada de 1960 com un esforç fonamentalista cristià als Estats Units per demostrar la infal·libilitat bíblica i anul·len les proves científiques de l'evolució. Des de llavors, ha desenvolupat un considerable seguiment als Estats Units, amb la creació d'una xarxa de sacerdocis amb ramificacions a tot el món per escampar les seves teories. Les principals idees de la ciència de la creació són: la creença en la creació ex nihilo (del no-res), la convicció que la Terra va ser creada en els últims 10.000 anys, la creença que la vida de la humanitat i d'altre tipus de formes de vida a la Terra foren creats des dels diferents «tipus baraminològics» (un tipus de taxonomia creacionista), i la idea que els fòssils trobats en estrats geològics van ser dipositats durant una inundació catastròfica que va cobrir completament tota la Terra. Com a resultat, la ciència creacionista desafia també l'evidència geològica i astrofísica de l'edat i els orígens de la Terra i l'Univers, que els científics de la creació reconeixen que són irreconciliables amb l'explicació que es dona en el llibre del Gènesi. Els defensors del creacionisme científic, com ara el grup Creation Research Society, sovint es refereixen a la teoria de l'evolució com «darwinisme» o «evolució darwiniana».
Hi ha un aclaparador consens en la comunitat científica que la ciència de la creació és un punt de vista religiós, però no científic, i que la ciència de la creació no es pot considerar com una ciència pel fet que no té un suport empíric, sense subministrar hipòtesis provisionals, i es limita a descriure la història natural com a provocada per causes sobrenaturals no comprovables científicament. La ciència de la creació s'ha caracteritzat com un intent pseudocientífic de presentar Bíblia amb fets científics.